# Benjamin Koppke
Benjamin Koppke (* 11. Juli 2005 in Kiel) ist ein tschechisch-deutscher Basketballspieler.

## Werdegang
Koppke, dessen Mutter und Großvater Basketball-Länderspiele für die Tschechoslowakei bestritten, erlernte das Basketballspiel im Nachwuchsbereich des VSC 1862 Donauwörth. Er spielte als Jugendlicher auch für die Jugend des TSV 1862 Neuburg und der BG Leitershofen/Stadtbergen, wechselte dann in den Nachwuchsbereich des Bundesligisten Ratiopharm Ulm. Koppke wurde von der Stadt Donauwörth als Sportler des Jahres 2022 ausgezeichnet.
Im Sommer 2023 wechselte Koppke zu den Niners Chemnitz und wurde Anfang Oktober 2023 in den Farben der Sachsen erstmals in der Basketball-Bundesliga eingesetzt. Im April 2024 gewann er mit Chemnitz den Europapokalwettbewerb FIBA Europe Cup. In der Bundesliga bestritt er bis 2025 insgesamt neun Einsätze für die Mannschaft.
Im Sommer 2025 wechselte Koppke zum Zweitligaaufsteiger SBB Baskets Wolmirstedt.

### Nationalmannschaft
Koppke nahm mit der tschechischen Jugendnationalmannschaft in den Jahren 2022 und 2023 jeweils an der U18-Europameisterschaft teil. Im U16-Alter nahm er an Lehrgängen der deutschen Nationalmannschaft dieser Altersklasse teil.